# Обрана рада
«Обрана Рада» — неофіційний уряд Івана Грозного наприкінці 1540-х — у 1550 роках, термін, введений князем А. М. Курбським для позначення кола осіб, які становлять неформальний уряд при Івані Грозному в 1549 — 1560 роках.
Сам термін зустрічається лише в творі Курбського, тоді як російські джерела того часу не дають цього кола осіб ніякого офіційного назви.

## Скликання
Формування навколо царя вибраного кола осіб відбувається після московських подій літа 1547 року: пожежі та наступного за ним Московського повстання. Згідно з версією Курбського, під час цих подій до царя з'явився протопоп Сильвестр і «страшним закляттям зі Святого Письма загрози царю, <…> щоб <…> припинити його буйства та стримати шалений норов».

## Склад
Склад «обраної ради» є предметом дискусій. Однозначно в «Раді» брали участь священик Благовіщенського собору Кремля, духівник царя Сильвестр і молодий діяч з не дуже знатного роду Олексій Адашев.
З іншого боку, деякі історики заперечують існування вибраних Ради як установи, керованого виключно вищезазначеними особами.
Н. М. Карамзін включає до складу митрополита Макарія, а також «мужів доброчесних, досвідчених, в маститої старості ще старанних до батьківщини». Участь князів Курбського і Курлятева також безсумнівно. Крім цих двох, Н. І. Костомаров перераховує Воротинського, Срібного, Горбатого, Шереметєвих.
Історик Р. Г. Скринніков підкреслює, що «Обрана Рада» не є Ближньою Думою (формально існуючою установою зі строго певним складом «ближніх людей»), в яку входили бояри (князі Іван Мстиславській, Володимир Воротинського і Дмитро Палецкий, Іван Шереметєв, Михайло Морозов, Дмитро Курлятев-Оболенський, Данила Романов-Захар'їн і Василь Юр'єв-Захар'їн), діти боярські в думі (Олексій Адашев і Ігнатій Вешняков), дяк (Іван Висковатий) і друкар (Микита Фуніков).

## Діяльність
Обрана рада проіснувала до 1560 року. Вона проводила перетворення, які отримали назви реформ середини XVI століття.
Реформи Обраної ради:
1. 1549 рік. Перший Земський собор — орган станового представництва, що забезпечує зв'язок центру та місць; промова Івана IV з лобного місця: осуд неправильного боярського правління, оголошення необхідності реформ.
2. Судебник 1550 року — розвиток положень Судебника Івана III, обмеження влади намісників і волостелей, посилення контролю царської адміністрації, загальний обсяг судових мит, збереження права селян на перехід в Георгіїв день.
3. Формування приказної системи (реформи центрального управління): Судебник 1550 року встановлює систему наказного управління, основний каркас якої зберігається до кінця XVII століття. Засновуються прикази, що забезпечують основні державні потреби: Чолобитноий, Посольський, Помісний, Стрілецький, Пушкарский, броні, Розбійний, Друкований, Сокольничий, Земські накази, а також чверті: Галицька, Устюжська, Нова, Казанський наказ.
4. Стоглавийсобор 1551 року — уніфікація церковних обрядів, визнання всіх місцевошанованих святих загальноросійськими, встановлення жорсткого іконописного канону, вимоги до поліпшення моралі духовенства, заборона лихварства серед священиків.
5. Військова реформа 1556 року — прийнято Покладання службу: обмеження місництва на період військових дій, крім кінного помісного ополчення, організація постійного війська — стрільці, гармаші, єдиний порядок військової служби.
6. У 1556 році проведена реформа місцевого управління — була скасована система кормління. Місце кормлінщиків зайняли органи земського самоврядування — голови і цілувальники. Наділення правами провінційного дворянства.

Реформи Обраної ради намітили шлях до зміцнення, централізації держави , сприяли формуванню станово-представницького держави.

## Занепад Обраної ради
Причину царської немилості деякі історики[хто?] вбачають у тому, що Іван IV був незадоволений розбіжностями деяких членів Ради з покійною Анастасією Захар'їна-Юр'євої, першою дружиною царя. Це підтверджується також тим, що після смерті другої дружини — Марії Темрюківни — Іван Грозний також влаштовував страти неугодних цариці і звинувачував бояр в тому, що вони «винищили» (отруїли) Марію.
У 1553 році Іван Грозний захворів. Хвороба була настільки важка, що в Боярської Думі постало питання про передачу влади. Іван змусив бояр присягнути синові-немовляті — царевичу Дмитру . Але серед членів Ради виникла ідея передати московський престол двоюрідному братові царя — Володимиру, князю Старицькому. Зокрема, Сильвестр зазначив як якість Володимира те, що він любить радників. Однак Іван оговтався від недуги, і конфлікт, на перший погляд, був вичерпаний. Але цар не забув цю історію і використовував її згодом проти Сильвестра і Адашева.
Основне протиріччя полягало в радикальному відміну поглядів царя і Ради на питання централізації влади в державі. Іван IV хотів форсувати цей процес. Обрана Рада же вибрала шлях поступового і безболісного реформування. 05[джерело?]

## Історичні оцінки
Серед істориків немає однозначної оцінки діяльності «Обраної ради».

Карамзін наглошував на позитивні риси влади Обраної ради, підкреслюючи «мудрую умеренность» і «человеколюбие» царської влади: 
|  | «Везде народ благословил усердие правительства к добру общему, везде сменяли недостойных Властителей: наказывали презрением или темницею, но без излишней строгости; хотели ознаменовать счастливую государственную перемену не жестокою казнию худых старых чиновников, а лучшим избранием новых…» |

У Костомарова вплив «гуртка улюбленців» таке, що «без наради з людьми цієї обраної ради Іван не тільки нічого не влаштовував, але навіть не смів думати», в цьому впливі історик бачить «гірке приниження» для самодержавства Івана IV.
Історик А. І. Філюшкін ставить під сумнів саме існування Обраної ради як неформального уряду при Івані Грозному:
|  | «История «Избранной Рады» - это политическая и историографическая легенда, сформировавшаяся на страницах переписки Грозного с Курбским. Это легенда отражает процессы полемики и политической борьбы в 1560-70-е гг., чем реальную историю 1550-х гг» |